# Sländan, Dalarna
Sländan är en sjö i Älvdalens kommun i Dalarna och ingår i Dalälvens huvudavrinningsområde.